# 태백 철암역두 선탄시설
태백 철암역두 선탄시설(太白 鐵岩驛頭 選炭施設)은 대한민국 강원특별자치도 태백시 철암역에 있는 일제강점기의 산업시설이다. 2002년 5월 31일 대한민국의 국가등록문화재 제21호로 지정되었다.

## 개요
이 시설물은 철근 콘크리트 구조와 강재로 된 트러스를 사용하는 등 근대 재료와 공법으로 만든 산업 시설의 대표적인 사례이다. 20개 주요 시설물로 구성되어 있는데, 선탄의 주요 시설물은 원탄 저장과 운반, 경석 선별과 파쇄운반, 1,2,3차 무연탄 선탄, 이물질 분리, 각종 기계 공급과 수선창 등 다섯 분야로 이루어져 있다. 무연탄을 연료로 본격적으로 사용하기 시작할 때 만들어진 국내 최초의 무연탄 선탄 시설로, 우리나라 근대 산업사를 상징하는 주요 시설로 평가받고 있다.

## 같이 보기
- 철암역

## 참고 문헌
- 태백 철암역두 선탄시설 - 국가유산청 국가유산포털